# Mauro Maur
Mauro Maur, o Pavarotti da trombeta, é um trompetista italiano.

## Biografia
No cinema italiano e americano, Mauro Maur está presente em mais de 100 trilhas sonoras como solista. Morricone, Ortolani, Cosma, Vlad, Piccioni, Theodorakis dedicaram-lhe importantes composições.
Foi requisitado há alguns meses nos estados Unidos para as celebrações da "Semana Italiana no Mundo".
Apresentou-se com Gloria Gaynor, Placido Domingo, I Solisti Veneti, The Youth Orchestra of the Americas, Barbara Hendrix, Nini Rosso, Leonard Bernstein, Riccardo Muti. 
Sua Santidade, o Papa Benedetto XVI, recebeu Mauro Maur e seu maravilhoso trompete de ouro na Sala Nervi, no Vaticano, na qual o célebre solista encantou as mais de 8000 pessoas presentes em uma memorável apresentação, que suscitou vários pedidos de bis.
```
O programa de música no cinema propõe composições de 
Ennio Morricone
, 
Piero Piccioni
 e 
Nino Rota
, compositores com os quais Mauro Maur colabora ou  colaborou desde 1985. 
```

Mauro Maur trabalhou com Nino Rota no seu último filme e a amizade entre ele, Giulietta Masina e Federico Fellini fez com que a família lhe pedisse que tocasse nos funerais de ambos.
O grupo de Mauro Maur é uma "machine à musique" que fez rir e chorar o público americano, europeu e asiático. Há 25 anos, este grande trompetista fez-se aplaudir nas mais importantes salas de espetáculo do mundo.

## Honras
Cavaleiro: Cavaliere Ordine al Merito della Repubblica Italiana: 2008
 Oficial: Ufficiale Ordine al Merito della Repubblica Italiana: 2018

## Discografía
- 2003: Concerto per Alberto, omaggio all’arte di Piero Piccioni
- 1996: Mauro Maur e i suoi Solisti: musiche da Ennio Morricone e Nino Rota Sony Columbia #COL 485352-2
- 1994: Una Tromba in scena Mauro Maur Iktius Milano #C009P
- 1993: La Tromba Classica Contemporanea : musiche da Ennio Morricone, Flavio Emilio Scogna, Lucia Ronchetti, Aldo Clementi, Fabrizio De Rossi Re, Sylvano Bussotti, Mikis Theodorakis, Roman Vlad, James Dashow BMG #74321-16825-2
- 1993: Torelli: Concerti, Sinfonie e sonate per tromba, archi e basso continuo   RS-Darpro #6367-07
- 1993: L’Orchestra Classica Contemporanea BMG #74321-17516-2